# Diego Dublé Almeyda
Diego Dublé Almeyda (Valparaíso, 1841-Santiago, 6 de mayo de 1922) fue un militar chileno que participó en la Guerra del Pacífico. Su nombre es escrito a veces Diego Dublé Almeida.
Hermano del también militar de la Guerra del Pacífico, Baldomero Dublé Almeyda, la calle más icónica que homenajea el apellido de su familia se ubica en la comuna de Ñuñoa contigua a su arteria principal: Avenida Irarrázaval.

## Biografía

### Vida familiar y formación
Fue hijo del comerciante Diego Nicasio Doublé Astorga y de Aurora Almeyda Salas. Su padre falleció cuando aún era un niño.
Estudió en el colegio de Shelly Miller de Valparaíso, propiedad de su padrastro, Diego Miller Morrison. Al morir su madre, Dublé Almeyda se trasladó a Santiago, donde continuó su enseñanza en el Instituto Nacional, donde destacó en matemáticas. El 25 de abril de 1857 ingresó a la Escuela Militar del Libertador Bernardo O'Higgins. 
Se casó en Copiapó en 1867 con Julia Alquízar de Ferrari, con quien tuvo diez hijos.

### Carrera militar
El 4 de octubre de 1860, ingresó al ejército como alférez de Artillería. Durante la guerra contra España estuvo de guarnición en Valparaíso y luego en Caldera. 
El 16 de octubre de 1865, ascendió a teniente y participó en el Combate de Calderilla el 27 de diciembre de 1865. En mayo de 1868, ascendió a capitán instructor del batallón de Artillería de Marina y tradujo del inglés al castellano el “Tratado de artillería y blindaje Holley”. Ese mismo año formó parte de la comisión que repatrió los restos del Libertador Bernardo O'Higgins Riquelme y poco después fue profesor de matemáticas del liceo de Valparaíso. En junio de 1870 ascendió a sargento mayor graduado y en 1872 fue nombrado ayudante y profesor de la Escuela Militar. 
El 17 de septiembre de 1874 fue nombrado gobernador del territorio de Magallanes y comandante general de Armas de Punta Arenas. Cuando iba en camino para asumir el cargo, logró salvar a un niño inglés que se ahogaba en el mar, siendo premiado por la Corona inglesa con una medalla conmemorativa por su acción. Tomó posesión del cargo el 8 de octubre de 1874 y durante su administración se hicieron notables avances en la colonia. El Emperador de Alemania lo condecoró con la Cruz de la Orden de la Corona de Prusia en 1875, debido a sus esfuerzos por salvar la tripulación del buque alemán “Doctor Hansen” de un naufragio en la zona austral. 
En 1876, ascendió a sargento mayor efectivo y ayudó a la inserción de colonos suizos en la colonia. El 25 de septiembre de 1877, ascendió a teniente coronel graduado. El 11 de noviembre de 1877, estalló un motín en Punta Arenas, dirigido por los artilleros, en donde Dublé Almeyda fue gravemente herido. Pese a la gravedad de sus heridas logró escapar y volver a la colonia con refuerzos para sofocar el movimiento. 
El día 14 de noviembre reasumió el mando y dispuso la persecución de los rebeldes. Después de restablecer la calma solicitó su relevo del cargo en febrero de 1878. Fue nombrado Jefe de sección del Ministerio de Relaciones Exteriores y en diciembre de 1878, fue enviado a Argentina como agente secreto, con el fin de averiguar la situación militar y naval del país vecino en el marco de la disputa por la Patagonia Oriental, Tierra del Fuego y el estrecho de Magallanes. En un acto de caballerosidad resolvió abandonar el incógnito y presentarse vestido de oficial ante las autoridades locales. Fue detenido y se resolvió fusilarlo. Como este acto era prácticamente la declaración de guerra por parte de Argentina, las autoridades de este país se limitaron a inferirle vejaciones; y después del acuerdo que condujo al pacto Fierro-Sarratea, se le dejó en libertad. En abril de 1879, fue ascendido a teniente coronel graduado.

### Guerra del Pacífico
El 5 de mayo de 1879, fue nombrado Delegado de la Intendencia del Ejército en Antofagasta y estuvo presente en el bombardeo de Antofagasta por el monitor peruano “Huáscar”; el 26 de mayo de 1879. El 7 de agosto de 1879, fue nombrado Miembro del Estado Mayor General y en octubre de 1879 fue nombrado Jefe del Estado Mayor de la 1.ª División. Participó en el desembarco de Junín el 2 de noviembre de 1879 y luchó en la batalla de Dolores el 19 de noviembre del mismo año. 
El 1 de abril de 1880 se contaba entre quienes enfrentaron la sorpresa de Locumba, logrando salvarse con sólo seis soldados de las fuerzas peruanas. Después de esta acción se entregó a las autoridades militares para que se le juzgase a un consejo de guerra, siendo absuelvo de los cargos gracias a la eficiente defensa que hizo su hermano Baldomero. Se reincorporó al Estado Mayor General y luchó en la batalla de Tacna el 26 de mayo de 1880. El 10 de noviembre de 1880, fue nombrado Ayudante del general Manuel Baquedano González y ascendió a teniente coronel efectivo. 
Participó en la campaña de Lima como comandante del regimiento Cívico “Atacama” y luchó en las batallas de San Juan y de Miraflores el 13 y el 15 de enero de 1881. El 31 de mayo de 1881, ascendió a coronel graduado y fue nombrado comandante general de las fortificaciones de Valparaíso. El 17 de noviembre del mismo año fue nombrado comandante de la Brigada Cívica de Infantería de Atacama. 
El 11 de agosto de 1882, fue nombrado agregado militar del Ministerio de Relaciones Exteriores y en 1883 participó en la campaña de Arequipa y de Puno. En septiembre de 1884, ascendió a coronel efectivo y el 7 de diciembre de 1887, fue nombrado comandante del regimiento de Artillería de Marina de Valparaíso. En 1889, fue nombrado agregado militar en las Legaciones chilenas de Inglaterra y de Alemania donde inspeccionó la fabricación de cañones de la firma Krupp y escribió el “Tratado de artillería para el uso de la Escuela Militar y Ayudantes de Campo, reconocimientos militares, servicios de campaña e instrucciones para el servicio de un cañón de 28 cm”.

### Guerra Civil de 1891 y últimos años
En Europa le sorprendió la Guerra Civil de 1891, en la cual se mantuvo leal al gobierno del presidente José Manuel Balmaceda. Triunfante el bando del parlamento, fue dado de baja del Ejército el 1 de enero de 1892, enterándose de ese hecho al regresar a Chile más tarde ese mismo año. Se dedicó a la pintura, a la música y a la traducción de obras del inglés al castellano. En 1908 se le otorgó por gracia especial del Congreso el grado de General de Brigada y el título de Benemérito de la Patria. 
Falleció en Santiago el 6 de mayo de 1922 a la edad de 82 años, debido a una bronconeumonía. Sus restos descansan en el Cementerio General de Santiago.

## Obras
Dublé Almeyda escribió:
- Tratado de artillería para uso en la escuela militar y cuerpos de dicha arma
- Deberes de los oficiales de estado mayor y ayudantes de campo
- Reconocimientos militares
- Servicio de campaña
- Instrucciones para el servicio de cañones de 28 mm
- Lo que yo he visto
- Diario de viaje al río Santa Cruz